# Cistaceae
Famille
Classification APG III (2009)
La famille des Cistaceae (Cistacées) est constituée de plantes dicotylédones ; elle comprend moins de 200 espèces réparties en 8 à 10 genres.

## Étymologie
Le nom vient du genre Cistus qui a été donné à ces plantes par Joseph Pitton de Tournefort. Il est assez proche des formes utilisées dans l'antiquité grecque et latine (en grec ancien, κίσθος, et en latin, cisthos chez Pline). « Ciste » est la francisation du grec kistos, « boîte, capsule » qui évoque la forme du fruit.

## Caractéristiques
Ce sont des arbustes, des plantes herbacées, poilues ou velues, pérennes ou annuelles, à feuilles simples souvent opposées, à fleurs solitaires ou en cymes, à 5 pétales libres, des régions tempérées à subtropicales surtout présents autour du bassin méditerranéen.
Parmi les différents genres, on peut citer dans la flore de France :
- Cistus ce sont les cistes arbrisseaux méditerranéens,
- Helianthemum ce sont les hélianthèmes.

## Utilisation[2]
Plusieurs espèces et hybrides de Cistus, Halimium et Helianthemum sont cultivés comme plantes ornementales.
Les feuilles de plusieurs espèces de Cistus produisent le ladanum, résine aromatique jadis utilisée en médecine.

## Taxonomie et classification
La classification phylogénétique situe cette famille dans l'ordre des Malvales.
La classification phylogénétique APG IV (2016) incorpore dans cette famille les Pakaraimaea (auparavant Dipterocarpaceae).

## Liste des genres
Selon Angiosperm Phylogeny Website (16 octobre 2016) :
- genre Cistus L.
- genre Fumana (Dunal) Spach
- genre X Halimiocistus Janch.
- genre Halimium (Dunal) Spach
- genre Helianthemum Mill.
- genre Hudsonia L.
- genre Lechea L.
- genre Tuberaria (Dunal) Spach

Selon NCBI (16 octobre 2016) :
- genre Cistus
- genre Crocanthemum
- genre Fumana
- genre Halimium
- genre Helianthemum
- genre Hudsonia
- genre Lechea
- genre Tuberaria

Selon DELTA Angio (16 octobre 2016) :
- genre Atlanthemum
- genre Cistus
- genre Crocanthemum
- genre Fumana
- genre Halimimum
- genre Helianthemum
- genre Hudsonia
- genre Lechea
- genre Therocistus
- genre Turberaria

Selon ITIS (16 octobre 2016) :
- genre Cistus L.
- genre Halimium (Dunal) Spach
- genre Helianthemum P. Mill.
- genre Hudsonia L.
- genre Lechea L.
- genre Tuberaria (Dunal) Spach

## Liste des espèces
Selon NCBI (21 juin 2010) :
- genre Cistus
  - Cistus albanicus
  - Cistus albidus
  - Cistus chinamadensis
  - Cistus clusii
  - Cistus creticus
  - Cistus crispus
  - Cistus heterophyllus
  - Cistus horrens
  - Cistus incanus
  - Cistus ladanifer
  - Cistus laurifolius
  - Cistus libanotis
  - Cistus monspeliensis
  - Cistus munbyi
  - Cistus ochreatus
  - Cistus osbeckiifolius
  - Cistus parviflorus
  - Cistus populifolius
  - Cistus pouzolzii
  - Cistus psilosepalus
  - Cistus salviifolius
  - Cistus sintenisii
  - Cistus symphytifolius
  - Cistus × revolii
- genre Crocanthemum
  - Crocanthemum argenteum
  - Crocanthemum pringlei
- genre Fumana
  - Fumana ericoides
  - Fumana fontanesii
  - Fumana thymifolia
- genre Halimium
  - Halimium atlanticum
  - Halimium atriplicifolium
  - Halimium calycinum
  - Halimium chihuahuense
  - Halimium halimifolium
  - Halimium lasianthum
  - Halimium ocymoides
  - Halimium umbellatum
- genre Helianthemum
  - Helianthemum aegyptiacum
  - Helianthemum almeriense
  - Helianthemum apenninum
  - Helianthemum canum
  - Helianthemum grandiflorum
  - Helianthemum kahiricum
  - Helianthemum ledifolium
  - Helianthemum marifolium
  - Helianthemum nummularium
  - Helianthemum oelandicum
  - Helianthemum scopulicola
  - Helianthemum squamatum
  - Helianthemum sp. TJB-2007
- genre Hudsonia
  - Hudsonia tomentosa
- genre Lechea
  - Lechea tripetala
- genre Tuberaria
  - Tuberaria globulariifolia
  - Tuberaria guttata